# Puchar Narodów Afryki Kobiet 2018
Puchar Narodów Afryki Kobiet 2018 – trzynasta edycja piłkarskiego Pucharu Narodów Afryki kobiet. Turniej zostanie rozegrany w dniach 17 listopada – 1 grudnia 2018 roku, a gospodarzem tej edycji będzie Ghana. W mistrzostwach uczestniczy 8 zespołów. Reprezentacja Ghany jako gospodarz miała zagwarantowany udział w turnieju, pozostałe 7 drużyn awans wywalczyło w eliminacjach. Turniej będzie jednocześnie kwalifikacjami do Mistrzostw Świata we Francji. Awans wywalczą 3 najlepsze drużyny. W przypadku zajęcia miejsca na podium Gwinei Równikowej ich kosztem do mundialu zakwalifikuje się czwarty zespół Mistrzostw Afryki. Nigeria broni tytułu.

## Wybór gospodarza
Nie było żadnych innych stowarzyszeń niż Ghana ubiegających się o organizację imprezy. Ostatni dzień zgłoszeń wyznaczony był na 26 września 2016 r., lecz oficjalne przedstawienie gospodarza nastąpiło w połowie grudnia.

## Kwalifikacje
Ghana zakwalifikowała się automatycznie jako gospodarz, a pozostałe siedem miejsc zostało wyłonionych przez rundy kwalifikacyjne, które zostały rozegrane w kwietniu i czerwcu 2018 r.
| Drużyna           | Najlepszy wynik                                                          | Ostatni występ |
| ----------------- | ------------------------------------------------------------------------ | -------------- |
| Ghana (gospodarz) | Drugie miejsce (1998, 2002, 2006)                                        | 2016           |
| Algieria          | Szóste miejsce (2004)                                                    | 2014           |
| Kamerun           | Drugie miejsce (1991, 2004, 2014, 2016)                                  | 2016           |
| Gwinea Równikowa  | Mistrzostwo (2008, 2012)                                                 | 2012           |
| Mali              | Piąte miejsce (2016)                                                     | 2016           |
| Południowa Afryka | Drugie miejsce (1995, 2000, 2008, 2012)                                  | 2016           |
| Zambia            | Ćwierćfinał (1995)                                                       | 2014           |
| Nigeria           | Mistrzostwo (1991, 1995, 1998, 2000, 2002, 2004, 2006, 2010, 2014, 2016) | 2016           |

## Stadiony
Turniej odbędzie się w Akrze na stadionie Ohene Djan Sports Stadium oraz w Cape Coast na stadionie Cape Coast Sports Stadium.
| Akra                      | AkraCape Coast Miasta-organizatorzy na mapie Ghany | Cape Coast                |
| ------------------------- | -------------------------------------------------- | ------------------------- |
| Ohene Djan Sports Stadium | AkraCape Coast Miasta-organizatorzy na mapie Ghany | Cape Coast Sports Stadium |
| Pojemność: 40 000         | AkraCape Coast Miasta-organizatorzy na mapie Ghany | Pojemność: 15 000         |

## Faza grupowa
| Drużyna  | Pkt | M | Z | R | P | Br+ | Br- | +/- |
| -------- | --- | - | - | - | - | --- | --- | --- |
| Kamerun  | 7   | 3 | 2 | 1 | 0 | 6   | 2   | +4  |
| Mali     | 6   | 3 | 2 | 0 | 1 | 6   | 5   | +1  |
| Ghana    | 4   | 3 | 1 | 1 | 1 | 3   | 3   | 0   |
| Algieria | 0   | 3 | 0 | 0 | 3 | 2   | 7   | -5  |

| Drużyna           | Pkt | M | Z | R | P | Br+ | Br- | +/- |
| ----------------- | --- | - | - | - | - | --- | --- | --- |
| Południowa Afryka | 7   | 3 | 2 | 1 | 0 | 9   | 2   | +7  |
| Nigeria           | 6   | 3 | 2 | 0 | 1 | 10  | 1   | +9  |
| Zambia            | 4   | 3 | 1 | 1 | 1 | 6   | 5   | +1  |
| Gwinea Równikowa  | 0   | 3 | 0 | 0 | 3 | 1   | 18  | -17 |

## Faza pucharowa
|  |                   |                   |                   |                   |      |            |            |       |
|  | Półfinały         | Półfinały         | Półfinały         |                   |      | Finał      | Finał      | Finał |
|  | Półfinały         | Półfinały         | Półfinały         |                   |      | Finał      | Finał      | Finał |
|  | 27 listopada      |                   |                   |                   |      |            |            |       |
|  |                   |                   |                   |                   |      |            |            |       |
|  | Kamerun           | Kamerun           | 0(2)              |                   |      |            |            |       |
|  | Kamerun           | Kamerun           | 0(2)              | 1 grudnia         |      |            |            |       |
|  | Nigeria(k)        | Nigeria(k)        | 0(4)              |                   |      |            |            |       |
|  | Nigeria(k)        | Nigeria(k)        | 0(4)              |                   |      | Nigeria(k) | Nigeria(k) | 0(4)  |
|  | 27 listopada      |                   |                   |                   |      | Nigeria(k) | Nigeria(k) | 0(4)  |
|  |                   |                   | Południowa Afryka | Południowa Afryka | 0(3) |            |            |       |
|  | Południowa Afryka | Południowa Afryka | Południowa Afryka | Południowa Afryka | 0(3) | 2          |            |       |
|  | Południowa Afryka | Południowa Afryka |                   |                   |      |            |            |       |
|  | Mali              | Mali              | 0                 |                   |      |            |            |       |
|  | Mali              | Mali              | 0                 | Mecz o 3. miejsce |      |            |            |       |
|  |                   |                   |                   |                   |      |            |            |       |
|  | 30 listopada      |                   |                   |                   |      |            |            |       |
|  |                   |                   |                   |                   |      |            |            |       |
|  | Kamerun           | Kamerun           | 4                 |                   |      |            |            |       |
|  | Kamerun           | Kamerun           | 4                 |                   |      |            |            |       |
|  | Mali              | Mali              | 2                 |                   |      |            |            |       |
|  | Mali              | Mali              | 2                 |                   |      |            |            |       |

źródło:besoccer